# 大満貫
大満貫(だいまんがん)とは、かつて存在した麻雀の役の一つ。現在の日本のリーチ麻雀や中国麻雀や香港麻雀でも採用されておらず廃れた役である。
なお、中国語では大満貫はグランドスラムを意味する。
天和、地和、純正九蓮宝燈など極めて難易度が高い役満が相当し、満貫が上限とされているルールにおいて、特別に通常の満貫の1.5倍の点数が得られる。なお、大満貫を導入している場合は通常の満貫を「小満貫」と呼び、これらと区別することもあった。
日本では戦後になると全ての役満を大満貫とするルールが導入されるようになり、リーチ麻雀のうち「報知ルール」でも採用されていたが、場ゾロと満貫以上の概念の導入による点数のインフレ化の結果、役満は満貫の4倍相当となったことにより、昭和40年代には大満貫は自然消滅した。